# دراغون بول: الطريق إلى القوة
دراغون بول: الطريق إلى القوة (باليابانية: ドラゴンボール 最強への道) هو إعادة رواية لسلسلة انمي دراغون بول يمزج بين بداية دراغون بول والبحث عن كرات التنين وقصة ريد ريبون فيما بعد. صدر في 2 مارس 1996 في توي انمي فير. الفيلم انتج بمناسبة الاحتفال بالذكرى العاشرة من اطلاق سلسلة دراغون بول الاصلية.

## روابط خارجية
- دراغون بول: الطريق إلى القوة على موقع IMDb (الإنجليزية)
- دراغون بول: الطريق إلى القوة على موقع روتن توميتوز (الإنجليزية)
- دراغون بول: الطريق إلى القوة على موقع نتفليكس (الإنجليزية)
- دراغون بول: الطريق إلى القوة على موقع ألو سيني (الفرنسية)
- دراغون بول: الطريق إلى القوة على موقع فيلمافينيتي (الإسبانية)
- دراغون بول: الطريق إلى القوة على موقع قاعدة بيانات الفيلم (الإنجليزية)
- دراغون بول: الطريق إلى القوة على موقع ليتربوكسد (الإنجليزية)
- دراغون بول: الطريق إلى القوة على موقع كينوبويسك (الروسية)
- دراغون بول: الطريق إلى القوة على موقع ANN anime (الإنجليزية)